# Cheilopogon katoptron
Cheilopogon katoptron es una especie de pez del género Cheilopogon, familia Exocoetidae. Fue descrita científicamente por Bleeker en 1865.
Se distribuye por el Pacífico Occidental. La longitud estándar (SL) es de 18 centímetros. Habita en aguas superficiales cercanas a la costa. Puede alcanzar los 20 metros de profundidad.
Está clasificada como una especie marina inofensiva para el ser humano.